# Rai Futura
Rai Futura è stato un canale televisivo della Rai, trasmesso sul digitale terrestre, satellite e in streaming video sul web.

## Storia
Il progetto di un'emittente di nome Rai Futura, dedicata a programmi sperimentali e originali in vari ambiti (informazione, intrattenimento, cultura), viene ideato nella primavera 2004 dall'allora consigliere RAI Marcello Veneziani: l'inizio dei programmi è previsto per settembre dello stesso anno.
I programmi iniziano però ufficialmente il 30 maggio 2005. Il canale è configurato come un blocco di programmazione all'interno di Rai Doc, ed è visibile in digitale terrestre sul mux Rai B con l'identificativo Rai Doc-Futura, su Sky (canale 872) e in streaming sul proprio sito web. Nei primi mesi, le trasmissioni di Rai Futura vanno in onda in diretta dal lunedì al venerdì dalle 14 alle 18:30 e subito dopo vengono replicate dalle 18:30 alle 23; al sabato e alla domenica vengono replicate le trasmissioni migliori della settimana.
Rai Futura concentrava la propria attenzione sul pubblico giovane, sperimentando format autoprodotti che trattavano argomenti come cinema, musica, videogiochi, fumetti e televisione, politica e libri. Alcuni suoi programmi furono trasmessi all'interno dei palinsesti dei canali analogici nazionali RAI. L'emittente ha anche trasmesso e replicato alcuni anime, tra cui L'invincibile Dendoh, Supergals e Dai-Guard.
A seguito della decisione del Consiglio di amministrazione della RAI del 20 dicembre 2006, Rai Doc-Futura ha terminato le trasmissioni su tutte le piattaforme il 1º giugno 2007. Le puntate inedite dei programmi del canale sono state trasmesse fino al 26 dicembre 2006, mentre in seguito il canale ha proposto esclusivamente repliche. Sul digitale terrestre è stato sostituito dal nuovo canale per ragazzi Rai Gulp.

## Programmi
- L33T, programma dedicato al mondo dell'animazione, dei fumetti, dei videogiochi e delle tendenze nipponiche, ideato e condotto da Mario Bellina, Michele Bertocchi, Andrea Materia e Francesca Romana Ronchi, con la partecipazione di Costanza Melani. All'interno vi fu il passaggio della serie televisiva a cartoni animati Sakura no juzu!, di Gustavo Garrafa. Il programma è tornato in onda su Rai 2 per sei puntate domenicali trasmesse alle 10:30 nel periodo giugno/luglio 2007.
- Iscandar, un programma predecessore di L33t, in seguito integrato in quest'ultimo; trasmesso dall'11 luglio 2005.[3]

- Larsen, programma dedicato alla musica indipendente italiana e internazionale, con ospiti musicali dal vivo, dibattiti e video, ideato e condotto da Giulia Blasi con la collaborazione di Alessandro De Angelis (anche co-conduttore della seconda stagione) e Marta Pezzino. Il programma è andato in onda dal 12 febbraio al 15 dicembre 2006.

- Tàbu Show, talk show dedicato ai trentenni e alle loro usanze socio-sessuali, ideato e condotto da Roberta Paris e la collaborazione di Angela Costantino e Costanza Scaloni (Lady Coco). Nelle ultime due puntate la conduzione raddoppia con la presenza di Lodovica Mairé Rogati al fianco di Roberta Paris.

- Look at You, programma di approfondimento dedicato alla moda e ai giovani designer emergenti. Condotto da Paola Farina con la partecipazione di Maria Francesca Lauro.

- Taglia e Cuci, a metà tra il Talk Show e il reality game. Due giovani stilisti si sfidano nella creazione dell'abito dei sogni per un personaggio Vip. Condotto da Enza Sampò con la partecipazione di Paola Farina.

- Walk Show, programma dedicato a temi di attualità e politica condotto da Giancristiano Desiderio, giornalista, scrittore e docente di filosofia, con la collaborazione di Alessia Ballanti, giornalista. La conversazione tra il conduttore e gli ospiti si svolge mentre passeggiano all'interno dello studio, allestito come fosse una piccola piazza di paese.

- DN@ - Dimensione Nucleare Avanzata, format di divulgazione scientifica ideato da Matteo Bisi e Mauro Garofalo, con la collaborazione di Livio Beshir e condotto dallo stesso Matteo Bisi. La trasmissione, concepita come se fosse una vera e propria "interferenza" nel palinsesto creata da un "Biohacker", aveva come obiettivo il trattamento originale di temi scientifici e di attualità attraverso canali comunicativi alternativi e facendo spesso riferimento al cinema ed alla cultura musicale.

- IL DUE di COPPE, era un game che prende spunto dalla “Scopa” uno dei giochi di carte più praticato dagli italiani. Scritto da Cesare Rascel, con la consulenza artistica di Giancarlo Nicotra e Bruno Voglino, condotto da Federico Bianco con la regia di Antonio Gerotto.

## Conduttori
Dal 30 maggio 2005 al 26 dicembre 2006 hanno condotto spazi o programmi su Futura TV e Rai Futura:
- Daniela Arpino
- Mario Bellina
- Michele Bertocchi
- Cesare Rascel
- Livio Beshir
- Luana Bisconti
- Matteo Bisi
- Giulia Blasi
- Giuseppe Carlotti
- Alessandro De Angelis
- Paola Farina
- Adriana Fonzi Cruciani
- Pietro Franzetti
- Enrico Fusai
- Chiara Giallonardo
- Maria Iodice

- Lodovica Mairé Rogati
- Barbara Matera
- Andrea Materia
- Costanza Melani
- Chiara Michelini
- Rosina Misasi
- Federica Peluffo
- Edoardo Pesce
- Francesca Romana Ronchi
- Denise Santoro
- Maria Novella Tei
- Roberta Paris
- Andrea D'Agostini
- Federica Cordova